# Oligophlebodes mostbento
Oligophlebodes mostbento is een schietmot uit de familie Thremmatidae. De soort komt voor in het Nearctisch gebied.